# 1587 Kahrstedt
1587 Kahrstedt è un asteroide della fascia principale. Scoperto nel 1933, presenta un'orbita caratterizzata da un semiasse maggiore pari a 2,5473717 UA e da un'eccentricità di 0,1521866, inclinata di 7,82981° rispetto all'eclittica.
L'asteroide è dedicato all'astronomo tedesco Albrecht Kahrstedt (1897-1971).